# محمد عثمان بلولة
المهندس محمد عثمان بلولة أو (محمد عثمان البلولة) سوداني مقيم في الإمارات العربية المتحدة وهو من أبرز المخترعين الشباب ولد في 14 ابريل 1981 بمدينة أبوظبي بدولة الإمارات العربية المتحدة. درس محمد عثمان كل مراحله المدرسية في مدينة ابوظبي بدولة الإمارات العربية المتحدة. فدرس المرحلة الابتدائية في مدرسة حسان بن ثابت، وثم المرحلة الإعدادية في مدرسة البخاري. واتم دراسته الثانوية في مدرسة حمزة بن عبد المطلب.
محمد عثمان بلولة مهندس معدات طبية خريج جامعة عجمان للعلوم والتكنولوجيا وأستاذ مساعد في جامعة عجمان للعلوم والتكنولوجيا تم اختياره ضمن قائمة أكثر (500) شخصية عربية تأثيرًا في العالم لعام (2012م) بعد منافسة شرسة بين أكثر من (1700) شخصية عربية وتم تقليصهم إلى (500) شخصية وضمت القائمة أربعة شخصيات سودانية وهم ليلى أبو العلا في مجال الأدب والفنون وإسماعيل أحمد إسماعيل في مجال الرياضة ومحمد إبراهيم في مجال المقاولات والاتصالات ومحمد عثمان بلولة في مجال العلوم وذلك نتيجة لاختراعه لنظام المراقبة والتحكم بمرضى السكر عن بعد، وحاز بهذا الاختراع على العديد من الجوائز والتكريمات منها جائزة ارابيان بيزنس للعلوم والابتكارات.
.

## الجوائز
• "أقوى 500 شخصية عربية 2012"، أريبيان بزنس
• جائزة أريبيان بزنس للعلوم والابتكارات لعام 2011.

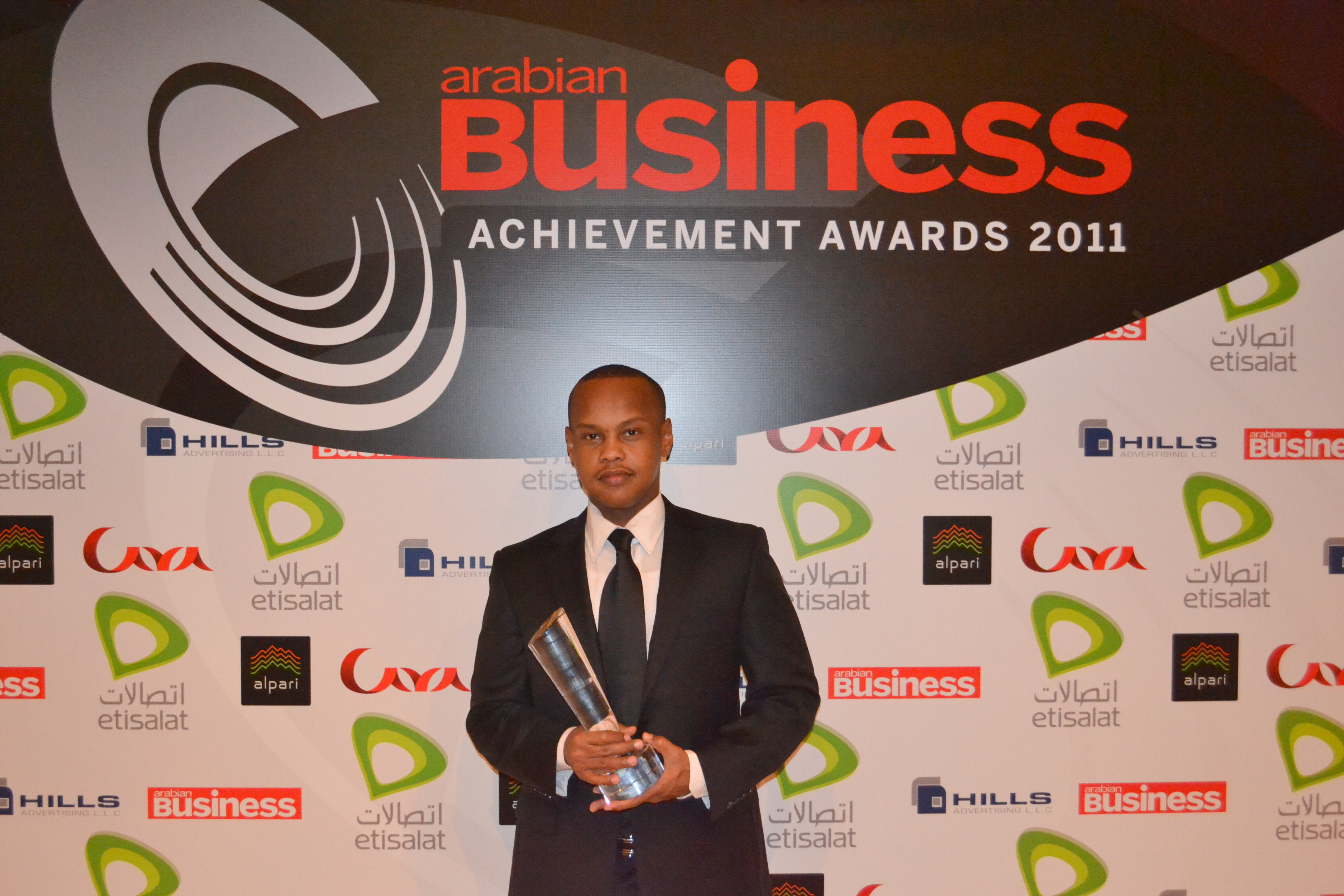
جائزة أريبيان بزنس للعلوم والابتكارات لعام 2011

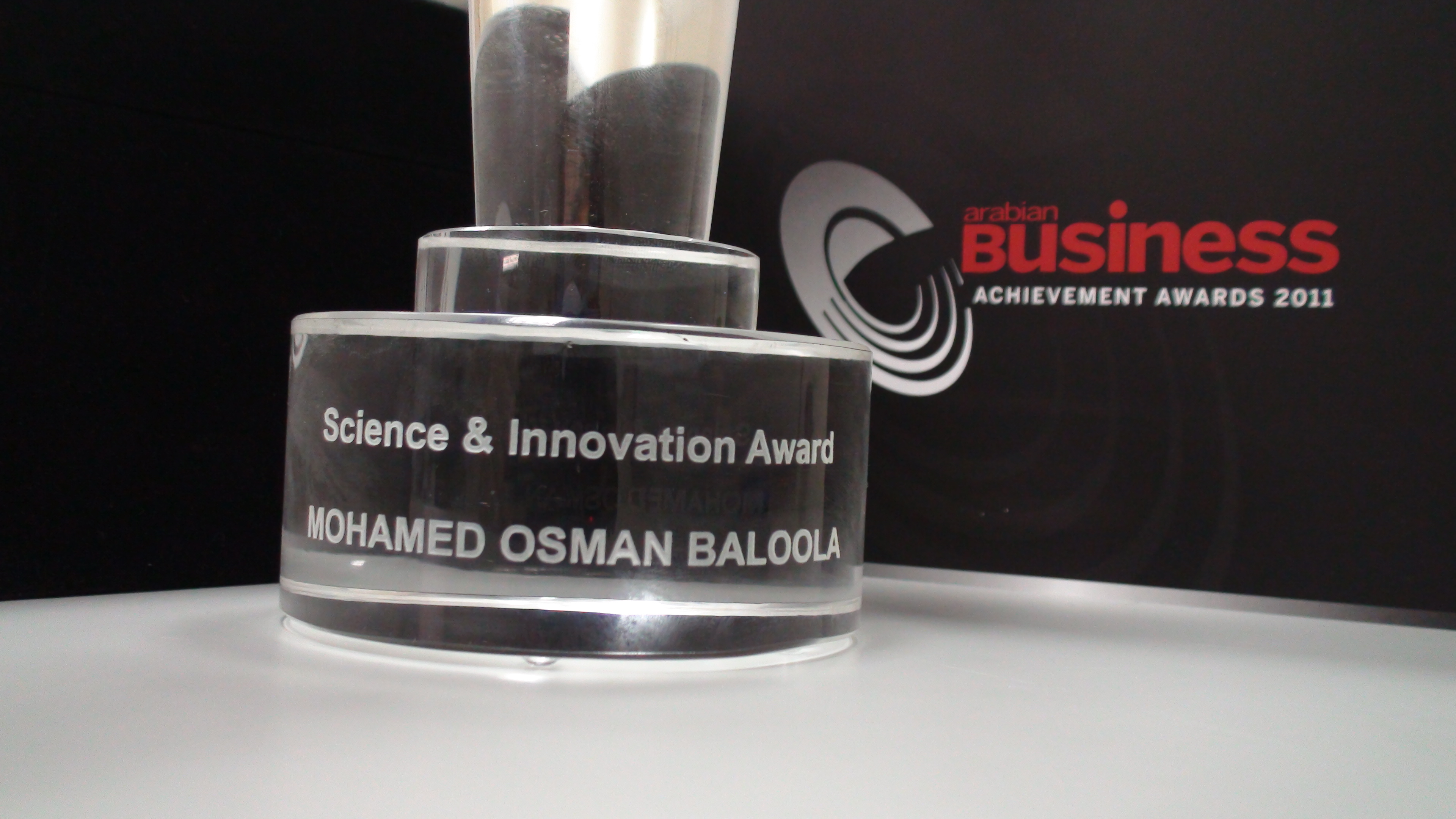
جائزة العلوم والابتكارات

• المركز الأول في مسابقة طموحات شباب في تلفزيون الشارقة عام 2011.

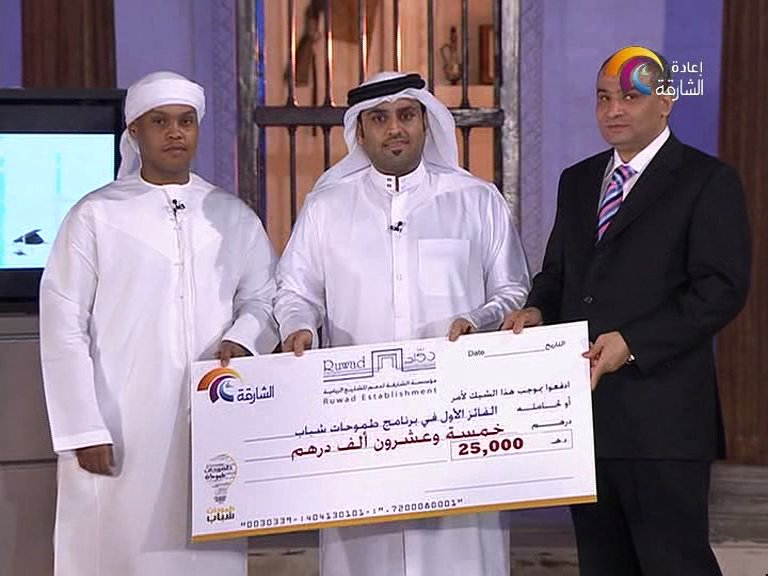
الجائزة الاولى في برنامج طموحات شباب في تلفزيون الشارقة - 25000 درهم مقدمة من مؤسسة رواد لدعم المشاريع الريادية

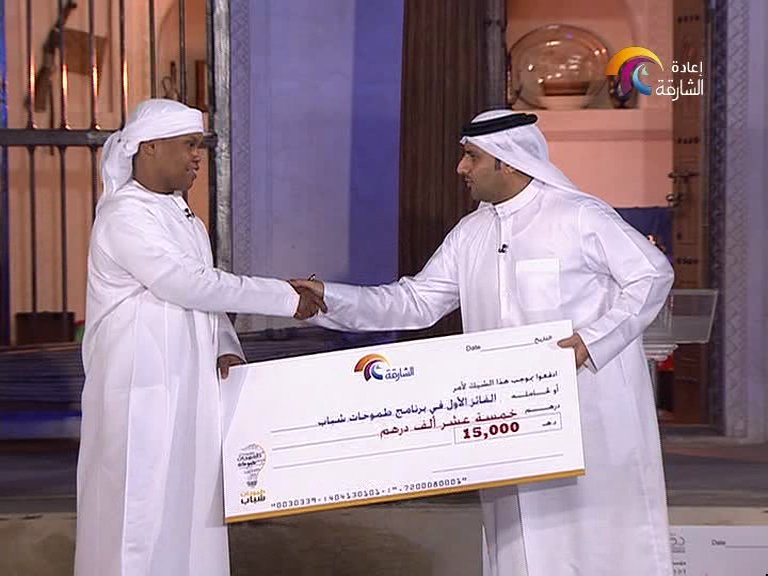
الجائزة الاولى في برنامج طموحات شباب في تلفزيون الشارقة - 15000 درهم مقدمة من تلفزيون الشارقة

• المركز الأول في فئة أفضل مشروع في مسابقة تطوير البرمجيات في جامعة ولونغونغ الأسترالية عام 2010.

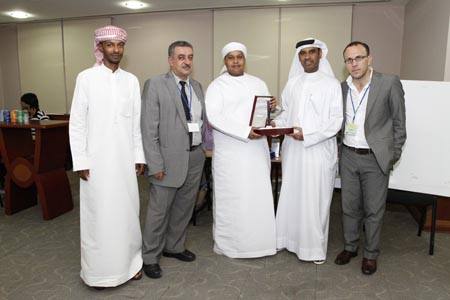
المركز الأول في فئة أفضل مشروع في مسابقة تطوير البرمجيات

• المركز الثالث في فئة تقييم الأعمال في مسابقة تطوير البرمجيات في جامعة ولونغونغ الأسترالية عام 2010

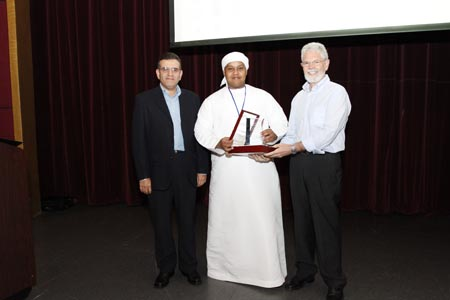
لمركز الثالث في فئة تقييم الأعمال في مسابقة تطوير البرمجيات

• أفضل مشروع في الهندسة في المؤتمر العلمي الطلابي الخامس عام 2009.

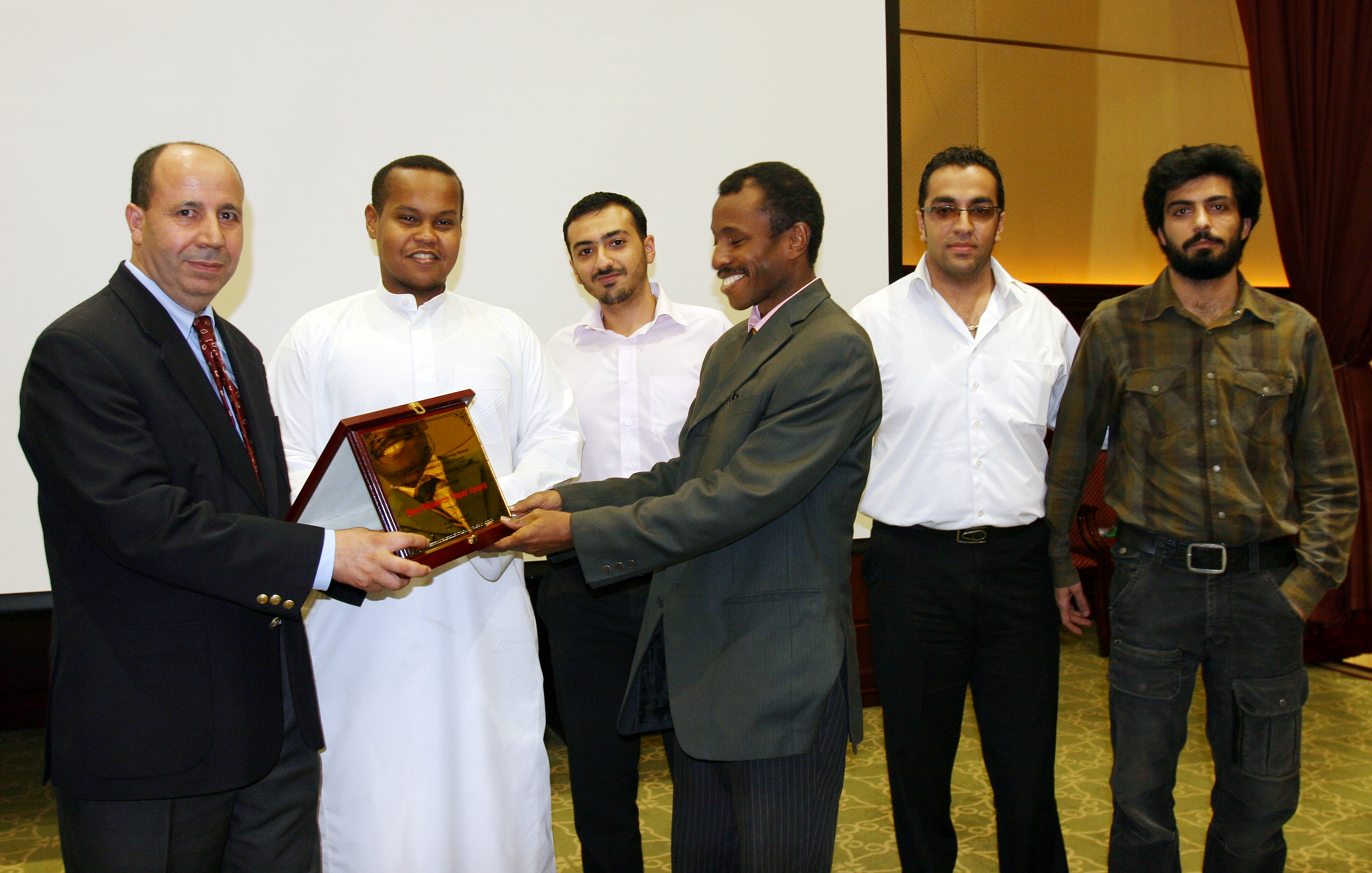
أفضل مشروع في الهندسة في المؤتمر العلمي الطلابي الخامس 2009

• أفضل مشروع في هندسة المعدات الطبية في مسابقة يوم المعدات الطبية عام 2008.

## التكريمات
• تكريم من السفير / أحمد الصديق عبد الحي , احتفالات الجالية السودانية بعيد الاستقلال 56- العين.2012
.
(رابط فيديو تكريم السفير السوداني بالإمارات في موقع اليوتيوب) على يوتيوب

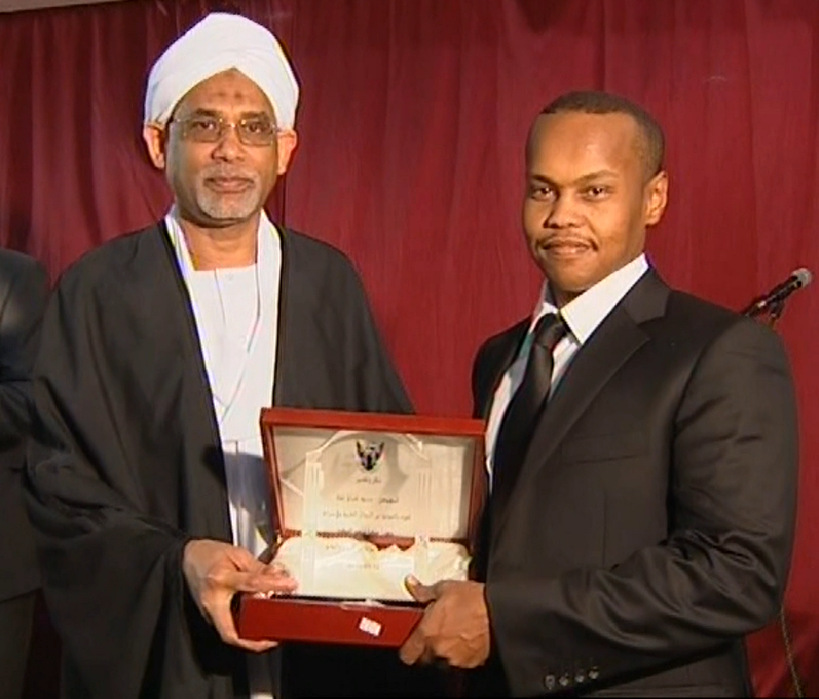
تكريم من السفير / أحمد الصديق عبد الحي, احتفالات الجالية السودانية بعيد الاستقلال 56- العين

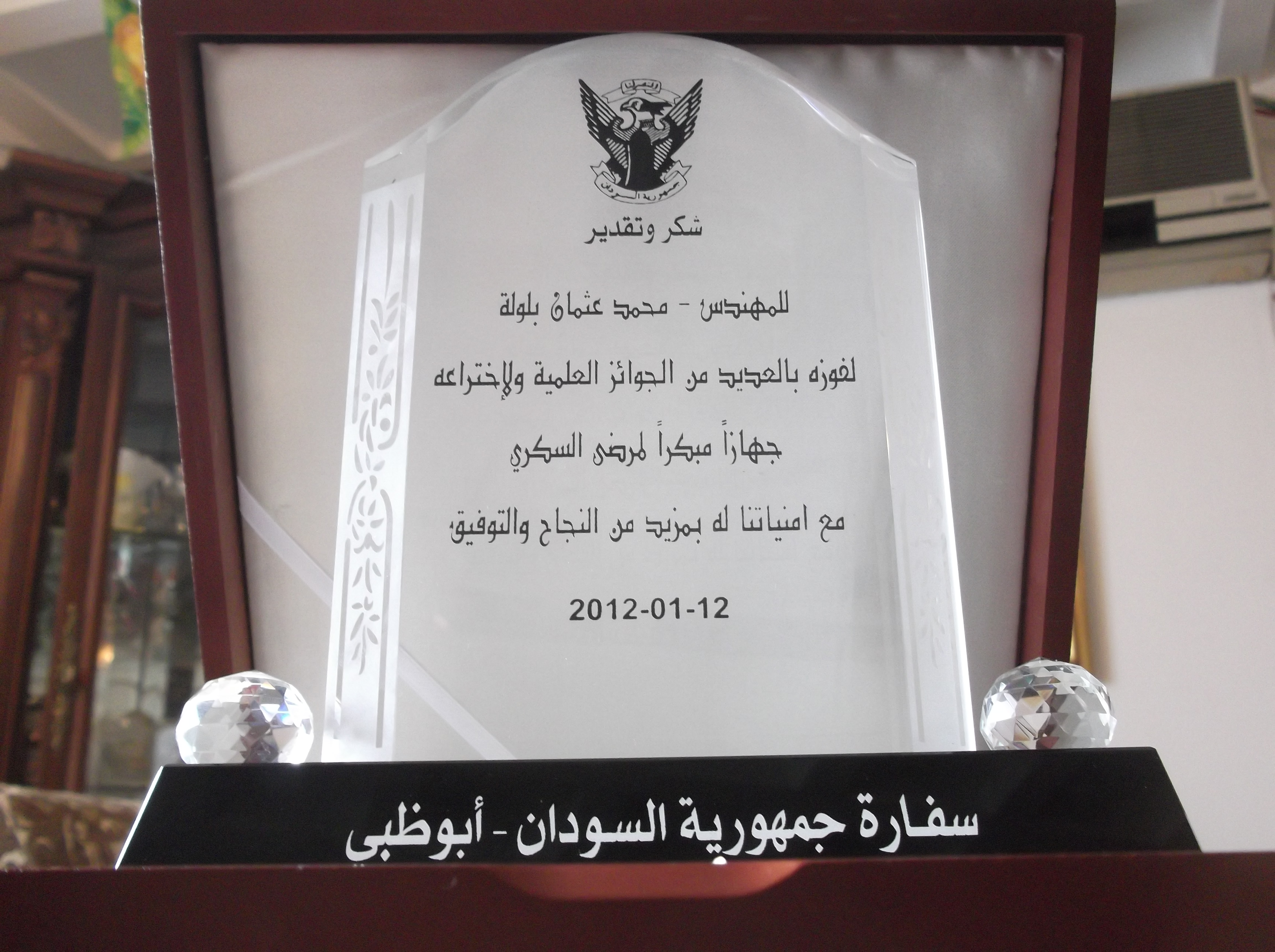
درع التكريم من السفارة السودانية في ابوظبي

• تكريم من المجلس الأعلى للجالية السودانية في الإمارات, احتفالات الجالية السودانية بعيد الاستقلال 56- العين.2012
(رابط فيديو تكريم الجالية السودانية بالإمارات في موقع اليوتيوب) على يوتيوب

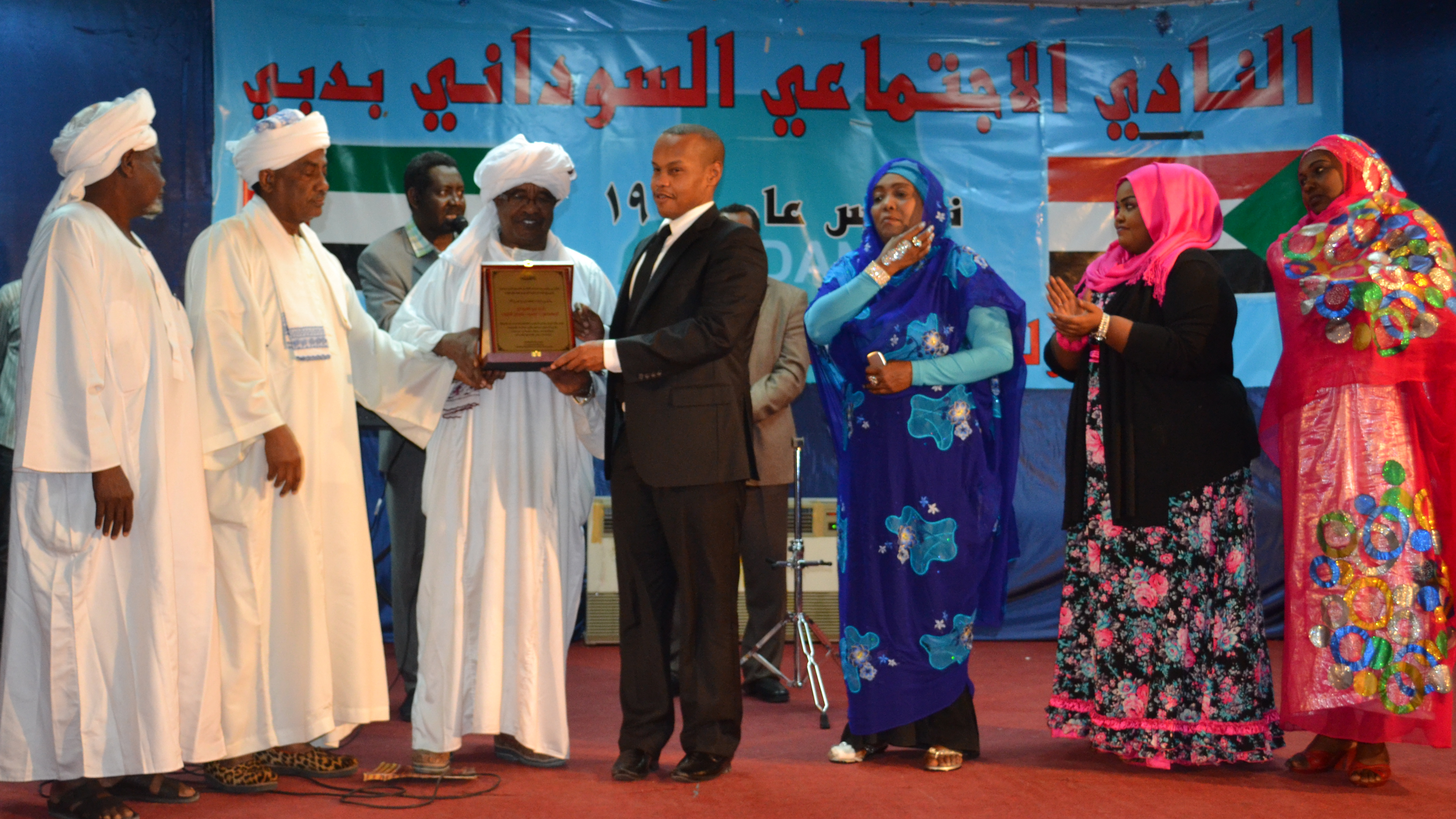
تكريم من المجلس الأعلى للجالية السودانية في الإمارات

Honor from Al Mareekh sport club On celebrations of Sudan's 56th Independence Day- Sudanese Club in Dubai.2012
• تكريم من القنصلية السودانية بدبي و النادي السوداني بدبي , احتفالات الجالية السودانية بعيد الاستقلال 56- دبي.2012
(رابط فيديو تكريم نادي المريخ الرياضي السوداني بدبي اليوتيوب) على يوتيوب
• تكريم من رابطة نادي المريخ بدبي , احتفالات الجالية السودانية بعيد الاستقلال 56- دبي.2012
(رابط فيديو تكريم نادي المريخ الرياضي السوداني بدبي اليوتيوب) على يوتيوب

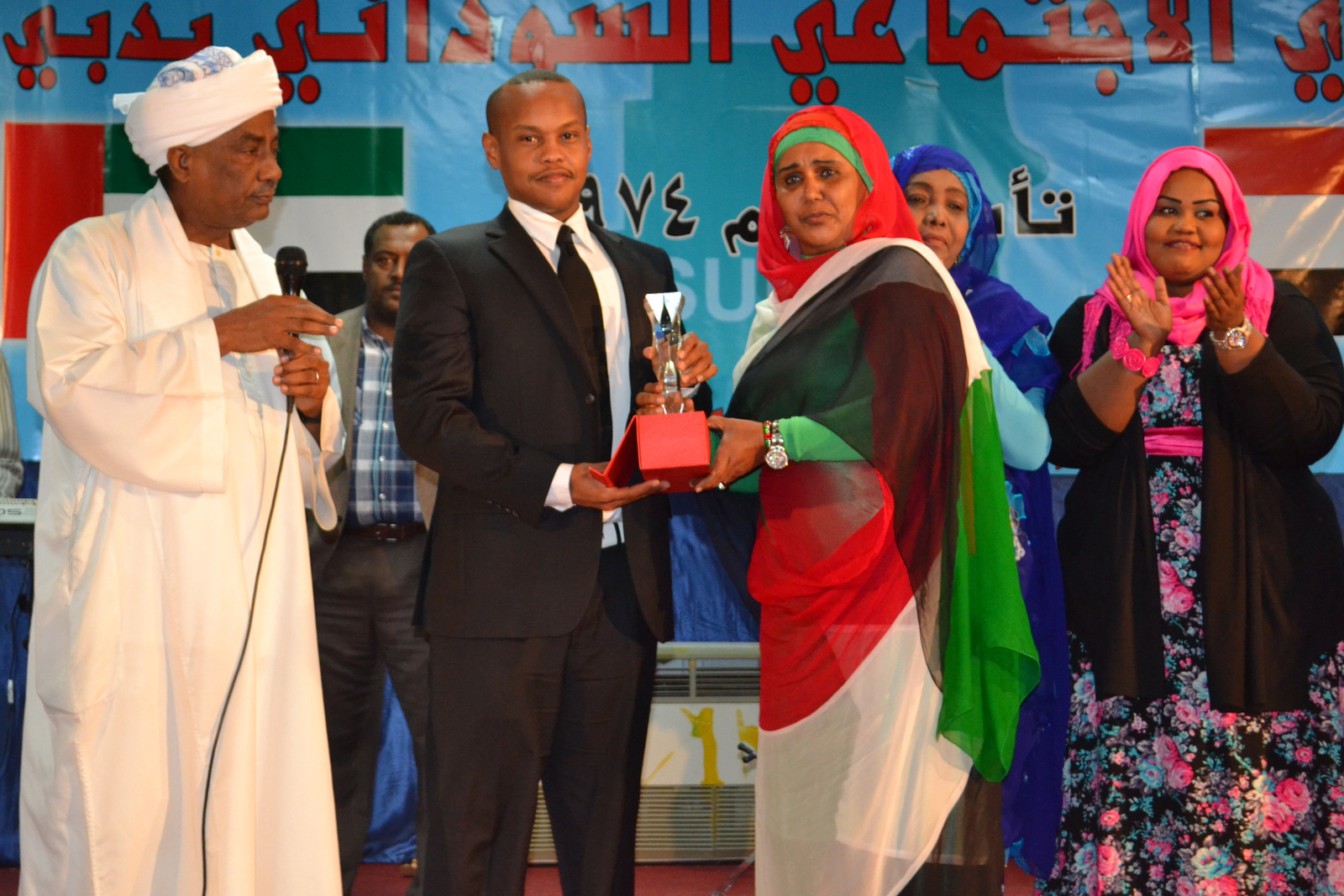
تكريم من رابطة نادي المريخ بدبي

• تكريم من نائب رئيس جامعة عجمان للعلوم و التكنولوجيا للإنجازات القيمة لعام 2011.

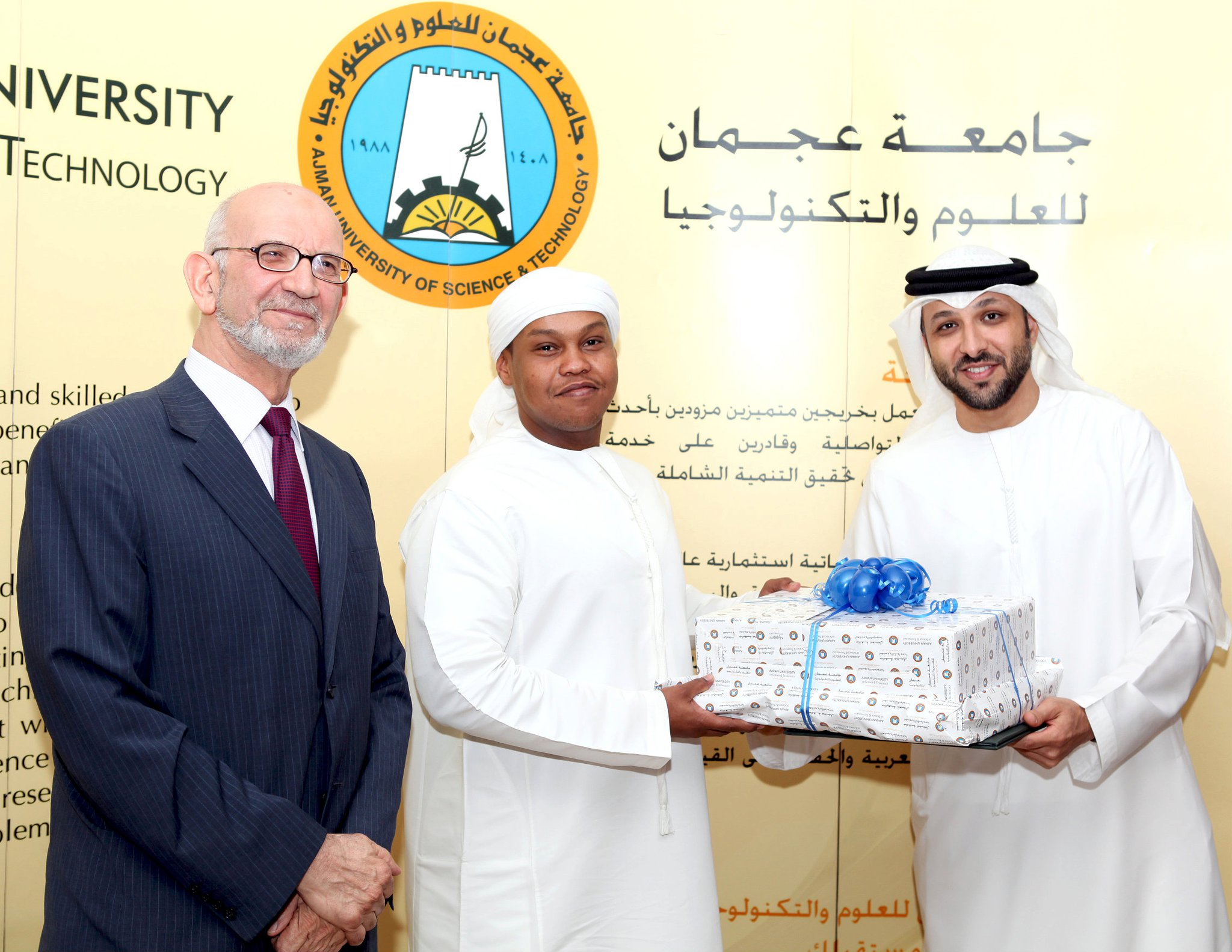
تكريم من نائب رئيس جامعة عجمان للعلوم و التكنولوجيا للإنجازات القيمة لعام 2011

## ابحاث منشورة ومؤتمرات علمية عالمية
1. مؤتمر AMA-IEEE في واشنطن عام (2010 )[14][15]
2. مؤتمر ASME المعني بالمعدات الطبية في كاليفورنيا عام (2010 ).[16]
3. مؤتمر ICBME للمعدات الطبية في سنغافورة عام (2010 ).[17]
4. ملتقى شبكة عنكبوت (2012 ).[18]